# ヴィクター・スペンサー (初代チャーチル子爵)
初代チャーチル子爵ヴィクター・アルバート・フランシス・チャールズ・スペンサー（英語: Victor Albert Francis Charles Spencer, 1st Viscount Churchill, GCVO, JP 1864年10月23日 - 1934年1月3日）は、イギリスの貴族。父からチャーチル男爵位を継承した1886年から、子爵に叙された1902年まではチャーチル卿（The Lord Churchill）と名乗った。

## 略歴
第2代チャーチル男爵とジェーン・カニンガムとの一人息子として生まれた。母ジェーンは第2代カニンガム侯爵フランシス・カニンガムの長女として生まれ、46年間にわたってヴィクトリア女王の寝室女官をしていた人物である。ヴィクター自身も1876年から1881年まで女王の名誉小姓を務めた。
イートン校を経てサンドハースト王立軍事大学を卒業。近衛コールドストリーム連隊に入隊。軍人としての最終階級は陸軍少佐。
官職の面では第一次ソールズベリー侯爵内閣及び第二次ソールズベリー侯爵内閣下で侍従たる議員を務めている。1900年から翌年にかけては宮廷職の猟犬管理長官の職にあった。1901年の同職廃止後は、同じ職掌のアスコット競馬場の国王陛下名代に転じている。
1902年戴冠式叙勲でカウンティ・オブ・レスターにおけるロールストンのチャーチル子爵の創設が発表され、同年7月15日に叙爵された。
以後グレート・ウェスタン鉄道やイギリス領インド蒸気船会社、P&O、グランド・ユニオン運河など輸送系企業の取締役会長や取締役を務めた。1934年に肺炎で死去した。爵位は同名の息子ヴィクターが継承した。

## 勲章
- ロイヤル・ヴィクトリア勲章
  - ナイト・コマンダー章（1900年5月24日）[8]
  - ナイト・グランド・クロス章（1902年11月9日）[9]
- 王冠勲章（英語版）（ プロイセン王国勲章）
  - 一等 - 皇帝ヴィルヘルム2世訪英に伴い1899年受章[10]

## 家族
1887年1月1日、第3代ロンズデール伯爵ヘンリー・ラウザーの次女ヴェリーナ・モード・ラウザー嬢（Verena Maud Lowthe）と結婚した。4人の子供をもうけたが、1927年に離婚した。後にクリスティーン・マックレイ・シンクレア（Christine McRae Sinclair）と再婚し、2子が誕生した。